# Corneliu-Dan Borcia
Corneliu-Dan Borcia (n. 30 martie 1943, Sibiu – d. 17 august 2014, Iași (71 de ani)) a fost un actor român de teatru și de film.

## Biografie și carieră
A copilărit la Tecuci.
A absolvit Liceul „Emanuil Gojdu” din Oradea și apoi Institutul de Artă Teatrală și Cinematografică din București în 1966. Din 1967 a lucrat ca actor al "Teatrului Tineretului" din Piatra Neamț.
Borcia a fost directorul "Teatrului Tineretului" Piatra-Neamț între 1995 - 2001.
În 2005 a înființat Teatrul π Buni din Piatra Neamț.
Este înmormântat la Cimitirul "Eternitatea" din Piatra Neamț.

## Filmografie
- Mai presus de orice (1978) (documentar)
- Dumbrava minunată (1980)
- Fiul munților (1981)
- Faleze de nisip (1983)
- Om sărac, om bogat (2006)
- Africa Straight on Ice (2007)

## Teatru

### Ca actor
- Tristan și Isolda (1967)
- Act venețian (1967)
- Omul cel bun din Sîciuan (1968)
- Noaptea încurcăturilor (1968)
- Heidelbergul de altădată (1969)
- Harap-Alb (1970)
- Peer Gynt (1972)
- Nevestele vesele din Windsor (1978)
- Orfanul Zhao (1995)
- Santiago el Campeon (2003)
- Avarul (2004)

## Distincții
- Ordinul național „Pentru Merit” în grad de Cavaler (1 decembrie 2000) „pentru realizări artistice remarcabile și pentru promovarea culturii, de Ziua Națională a României”[5]

## Legături externe
- Corneliu Dan Borcia la IMDb
- Corneliu Dan Borcia la CineMagia